# Eutetras
Eutetras là một chi thực vật có hoa trong họ Cúc (Asteraceae).

## Loài
Chi Eutetras gồm các loài: